# Czesław Sław-Góralik
Czesław Engelbert Sław-Góralik vel Czesław Góralik, ps. „Sław” (ur. 11 grudnia 1890 w Rabce, zm. 26 listopada 1975 w Warszawie) – kapitan taborów Wojska Polskiego, członek Zarządu Okręgu Stołecznego Związku Legionistów Polskich od 1937 roku, kawaler Orderu Virtuti Militari.

## Życiorys
Czesław Engelbert Góralik urodził się 11 grudnia 1890 roku w Rabce, powiecie myślenickim, w rodzinie Władysława i Heleny  Najder. Będąc uczniem gimnazjum w Wieliczce został członkiem miejscowego Związku Strzeleckiego, kierowanego przez Zygmunta Pallana ps. „Mariusz”. Od grudnia 1912 roku bądź początku stycznia do marca 1913 roku był słuchaczem Kursu Niższego Szkoły Podchorążych. Otrzymał stopień kaprala pomimo tego, że nie zdał egzaminu końcowego. 7 sierpnia 1914 roku wymaszerował do Krakowa w składzie plutonu wielickiego dowodzonego przez Bolesława Szpunara ps. „Bolek”. Następnego dnia w krakowskich Oleandrach wraz z plutonem wielickim został wcielony do 12. kompanii dowodzonej przez Wacława Biernackiego ps. „Kostek”. W grudniu, w szeregach 1 pułku piechoty, walczył w bitwie pod Łowczówkiem, a później w walkach pozycyjnych nad Nidą. Latem 1915 roku został przeniesiony do 6 pułku piechoty i wcielony do 3 kompanii. 25 października został skierowany na leczenie szpitalne, a 21 grudnia 1915 roku został zwolniony z Legionów Polskich. 29 marca 1916 roku został reaktywowany. Latem 1917 roku, po kryzysie przysięgowym, wstąpił do Polskiej Organizacji Wojskowej .
1 czerwca 1921 roku pełnił służbę w 1 dywizjonie taborów. 3 maja 1922 roku został zweryfikowany w stopniu kapitana ze starszeństwem z dniem 1 czerwca 1919 roku i 55. lokatą w korpusie oficerów taborowych, a jego oddziałem macierzystym był 3 dywizjon taborów. W 1923 roku był oficerem 8 dywizjonu taborów w Toruniu. 16 listopada tego roku został odkomenderowany do Powiatowej Komendy Uzupełnień Kościerzyna na okres trzech miesięcy. W kwietniu 1924 roku został przeniesiony do PKU Kościerzyna na stanowisko I referenta. Pełniąc służbę w Kościerzynie pozostawał oficerem nadetatowym 8 dywizjonu taborów w Toruniu, a od 1 października 1925 roku oficerem czasowo przydzielonym do kadry oficerów taborowych. W lutym 1926 roku został przeniesiony z PKU Kościerzyna do PKU Lubicz na stanowisko kierownika I referatu. W styczniu 1927 roku, po likwidacji PKU Lubicz, został przeniesiony do Oddziału Ogólnego Sztabu Dowództwa Okręgu Korpusu Nr VIII w Toruniu na stanowisko referenta. W grudniu 1929 roku został przeniesiony z DOK VIII do kadry 8 szwadronu taborów w Toruniu na stanowisko komendanta kadry. W październiku 1930 roku został przeniesiony do kadry 8 dywizjonu taborów. 22 kwietnia 1930 roku wojewoda pomorski zarządzeniem nr IV.A-1024 zezwolił mu na zmianę nazwiska rodowego „Góralik” na „Sław-Góralik”. 23 marca 1932 roku został przeniesiony do kadry 1 dywizjonu taborów w Warszawie.
W latach 1936–1937 był redaktorem naczelnym tygodnika polityczno-społecznego „Polska Niepodległa”. Od 29 kwietnia 1937 był członkiem Zarządu Okręgu Stołecznego Związku Legionistów Polskich w Warszawie.
Był mężem Henryki Heni Pietrzykowskiej, ojcem Danuty (ur. 1918), Marii (1920–1940) i Adama (1922–1944).

## Ordery i odznaczenia
- Krzyż Srebrny Orderu Wojskowego Virtuti Militari nr 6366 – 17 maja 1922[24][25][26][23][27]
- Krzyż Niepodległości – 6 czerwca 1931 „za pracę w dziele odzyskania niepodległości”[28]
- Krzyż Walecznych czterokrotnie „za czyny męstwa i odwagi wykazane w bojach toczonych w latach 1918–1921” – po raz pierwszy za walki w latach 1915–1916[29]
- Srebrny Krzyż Zasługi – 10 listopad 1928 „w uznaniu zasług, położonych na polu pracy w poszczególnych działach wojskowości”[30]
- Medal Pamiątkowy za Wojnę 1918–1921[23]
- Medal Dziesięciolecia Odzyskanej Niepodległości[23]
- Krzyż Legionowy[23]
- Odznaka pamiątkowa „Orlęta”[23]
- Krzyż Pamiątkowy 6 Pułku Piechoty Legionów („Krzyż Wytrwałości”)[31]
- Brązowy Medal Waleczności (Austro-Węgry)[32]